# Kærlighed gør stærk
Kærlighed gør stærk er en dansk stumfilm fra 1913 med ukendt instruktør.

## Handling
Denne artikel mangler et handlingsreferat. Hjælp os med at skrive det.

## Medvirkende
- Hans Neergaard - H. Nørvang, direktør for skibsværft
- Stella Lind - Ella, Nørvangs datter
- Lau Lauritzen Sr. - P. Taffdrup, ingeniør på værftet
- L.A. Winkel - Ch. Backdahl, redaktør af hovedstadsblad
- Holger Holm - K. Lindberg, journalist
- Einar Rosenbaum - Nesdahl, pladsformand